# Diego Benaglio
Diego Orlando Benaglio (* 8. září 1983 Curych) je bývalý švýcarský profesionální fotbalový brankář s italskými kořeny. Svoji hráčskou kariéru ukončil v roce 2020 v dresu AS Monaco. Mezi lety 2006 a 2014 odchytal také 61 utkání v dresu švýcarské reprezentace.

## Reprezentační kariéra
Diego Benaglio reprezentoval Švýcarsko v mládežnických kategoriích (mj. U21).
Svůj debut za A-mužstvo Švýcarska absolvoval 3. 6. 2006 v přátelském utkání v Curychu proti reprezentaci Číny (výhra 4:1).
 Zúčastnil se MS 2006 v Německu, EURA 2008 v Rakousku a Švýcarsku, MS 2010 v Jihoafrické republice.
Německý trenér Švýcarska Ottmar Hitzfeld jej vzal na Mistrovství světa 2014 v Brazílii.